# 粉
粉（こな、英語: powder〈パウダー〉）とは、固体物質が非常に細かく砕けたものである。特に穀物等を砕き微細な粒状に加工した食品の意味でよく用いられる。
他にも、砂糖、鰹節、粉末スープなどの調味料の粉、骨粉、さなぎ粉など肥料、飼料の粉、カーボンブラック、二酸化チタンなどの顔料の粉、染料の粉、医薬品の粉、金属の粉、新雪など、多くの物質が粉となりうる。これらについては粉末（ふんまつ）と呼ばれることが多い。
粉と、粒径が比較的大きい粒との境は曖昧であるが、一般的感覚で粉と感じられるのは、およそ直径0.1mm未満のものが多い。

## 食品の粉
穀物を粉にした穀粉は、食用の粉として代表的なものである。通常、調理して、粉食として食べる。
そのほか、調味料の粉などがある。

## 粉の製法
- 塊状や粒状の物質を、機械的に破砕する。
- 溶液から析出させる。
- 溶液中の化学反応で不溶性の化合物を生成し沈殿させる。